# Соловьёвск (Амурская область)
Соловьёвск— село (в 1934—1996 — посёлок городского типа) в Тындинском районе Амурской области России, административный центр сельского поселения Соловьёвский сельсовет.
Село Соловьевск, как и Тындинский район, приравнено к районам Крайнего Севера.

## География
Расположено в долине реки Джалинда, в 29 км к северу от села Невер Сковородинского района (станция Большой Невер на Транссибе). Через село проходит автодорога «Лена» (Амуро-Якутская автомагистраль).
Расстояние до районного центра, города Тында — около 120 км (на север по автодороге «Лена»). От села на запад идёт дорога к селу Янкан, на восток — к сёлам Уркан и Бугорки.

## История
Село Соловьёвское основано в 1883 году. В 1934 году преобразовано в рабочий посёлок Соловьёвск. С 1996 года — село Соловьёвск.

## Экономика и инфраструктура
Экономика специализируется на добыче золота. На территории села функционирует Соловьёвский прииск. Ежегодно на прииске перерабатывают несколько млн м³ горной породы, рекордом для прииска стала переработка в 2011 году горной массы в объёме свыше 30 млн м³.
Школа села была построена в 1960-х годах и была капитально отремонтирована в 2012 году. Имеется дом культуры, где проходят выставки, концерты и праздники. Также на территории села находится поликлиника и стационар. В октябре 2006 года за счёт средств прииска был построен и сдан в эксплуатацию физкультурно-оздоровительный комплекс площадью 2765 м². В 2008 году построены хоккейная коробка и тир, произведено облагораживание бассейна. В ФОКе проходят соревнования по волейболу, футболу, настольному теннису, большому теннису.

## Население
| 1939   | 1959  | 1970  | 1979  | 1989  | 2002  |
| ------ | ----- | ----- | ----- | ----- | ----- |
| 14 399 | ↘2821 | ↗3591 | ↘3378 | ↗3574 | ↘3066 |
| 2010   | 2012  | 2013  | 2014  | 2015  | 2016  |
| ↘3040  | ↘2970 | ↘2903 | ↘2834 | ↘2825 | ↘2799 |
| 2017   | 2018  | 2021  |       |       |       |
| ↘2768  | ↘2731 | ↗2914 |       |       |       |